# Ritratto di Gianni
Ritratto di Gianni è il secondo album di Gianni Morandi, pubblicato il 30 aprile 1964.

## Il disco
L'album si apre con In ginocchio da te canzone che attraverso il singolo In ginocchio da te/Se puoi uscire una domenica sola con me aveva ottenuto un enorme successo di vendita e da cui fu tratto un film, In ginocchio da te. La canzone fu anche molto gettonata nei juke-box.
Le canzoni Il ragazzo del muro della morte e La mia ragazza erano state precedentemente pubblicate su singolo, mentre gli altri otto brani sono inediti. Gli arrangiamenti sono curati da Ennio Morricone.
In copertina è raffigurato Morandi con una bevanda e cannuccia, nel retro vi sono commenti di alcuni critici. L'album è stato ristampato in CD nel 1993 dalla BMG; nello stesso anno è stato ristampato in vinile come Picture Disc dalla Raro!Records.

## Tracce
LATO A
1. In ginocchio da te (Franco Migliacci e Bruno Zambrini) - 3:15
2. La mia mania (Carlo Rossi e Ennio Morricone) - 1:45
3. Sono tanto solo (Franco Migliacci e Lee Harris) - 2:05
4. Amico Piero (Franco Migliacci e Giulia De Mutiis) - 2:59
5. Il ragazzo del muro della morte (Gianni Meccia e Enrico Polito) - 2:44
6. Ti ricordo col bikini (Franco Migliacci e Enrico Polito) - 2:03

LATO B
1. Se puoi uscire una domenica sola con me (Giancarlo Guardabassi e Bruno Zambrini) - 2:14
2. Chissà cosa farà (Franco Migliacci e Gianni Meccia) - 2:28
3. La mia ragazza (Franco Migliacci e Enrico Polito, Gianni Meccia) - 2:05
4. Ti offro da bere (Gianni Meccia) - 2:20
5. Parli sempre tu (Enzo Guarini e Maneschi) - 2:09
6. Quando sarai lontana (Franco Migliacci e Ennio Morricone) - 2:52

## Musicisti
- Gianni Morandi - voce
- Orchestra di Ennio Morricone - archi
- Cantori Moderni di Alessandroni - cori